# Wat Suthat
Le Wat Suthat Thepwararam (thaï : วัดสุทัศน์เทพวราราม) de Bangkok est l'un des six temples royaux de Thaïlande. Il est situé à Bangkok dans le quartier de Phra Nakhon. 
En 2005, il a été proposé à l'Unesco comme élément du patrimoine mondial de l'humanité (World Heritage Site).

## Histoire
Sa construction a été commencée par le roi Rama Ier en 1807 (2350 de l'ère bouddhique) afin d'abriter dans le wihan principal (salle d'assemblée pour les fidèles, laïcs et religieux) la statue du Bouddha Phra Srisakayamuni.(Phra Si Sakyamuni). Le wihan de Wat Suthat est le plus grand wihan de Bangkok.
Elle a été poursuivie, avec les premières poses de décors, par le roi Rama II qui a aidé à en sculpter les portes de bois. 
Le temple a été achevé avec la construction de l'Ubosot (Bot ; salle d'assemblée réservée uniquement aux bonzes) sous le règne de Rama III en 1847 (BE 2390) ou 1848.
Le portique de la balançoire haut de 21 m que l'on peut voir devant le temple de Wat Suthat était utilisé pour une ancienne cérémonie brahmanique (de 1784 à 1931) avec un jeu qui consistait à s’asseoir sur une balançoire (qui n’apparaît plus) et où l'on devait se balancer pour attraper des pièces d'or fixées sur un poteau devant le portique, plus précisément des musettes en soie de plusieurs taels que l'on devait saisir avec les dents raconte l'écrivain Pitchaya Sudbanthad.
Il y eut tellement de morts que le jeu fut arrêté pendant le règne de Rama V. Le portique de la balançoire n'est pas lié à Wat Suthat : il est lié au temple hindou Devasathan des brahmanes de la cour royale situé juste à côté. 

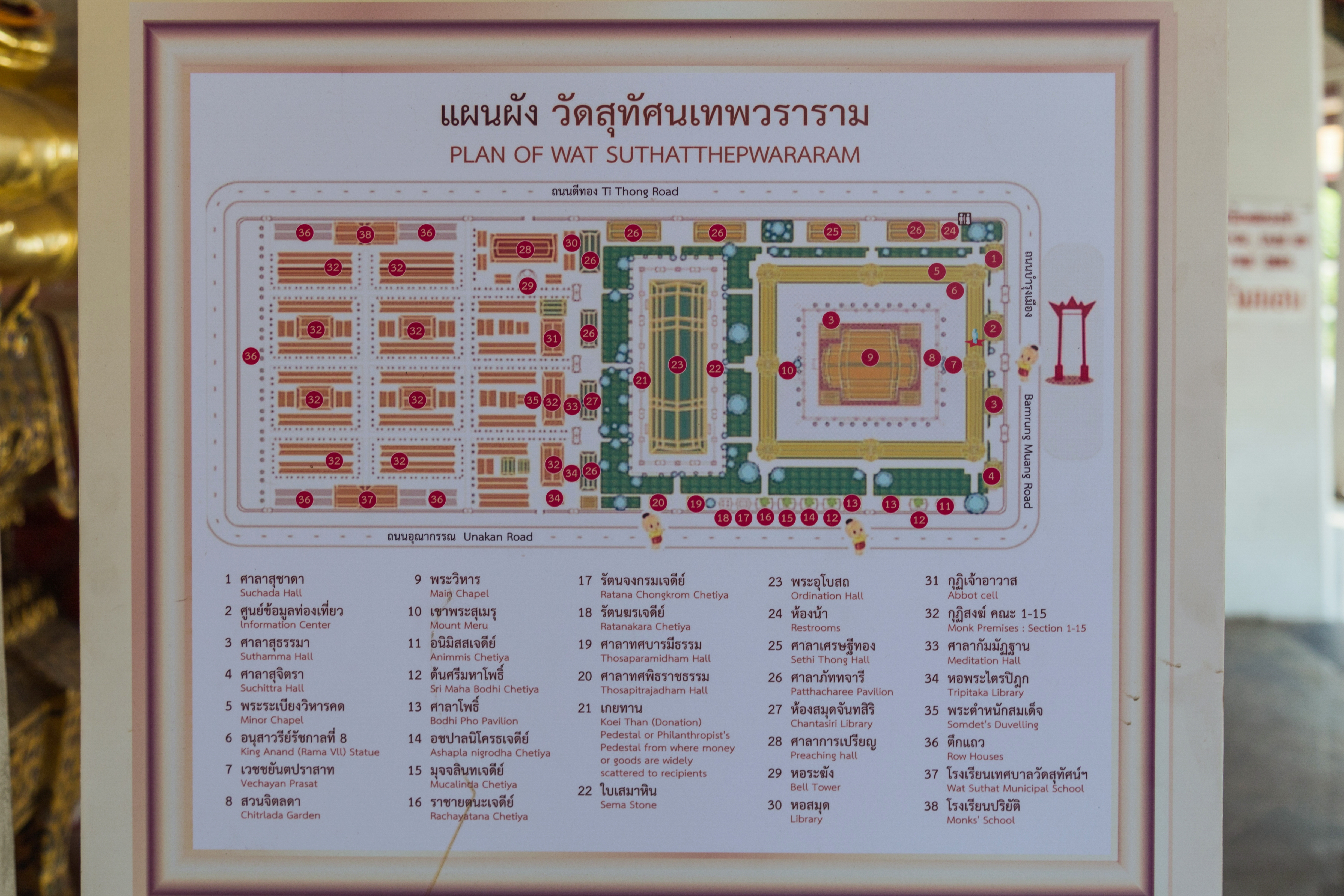
Plan de Wat Suthat.
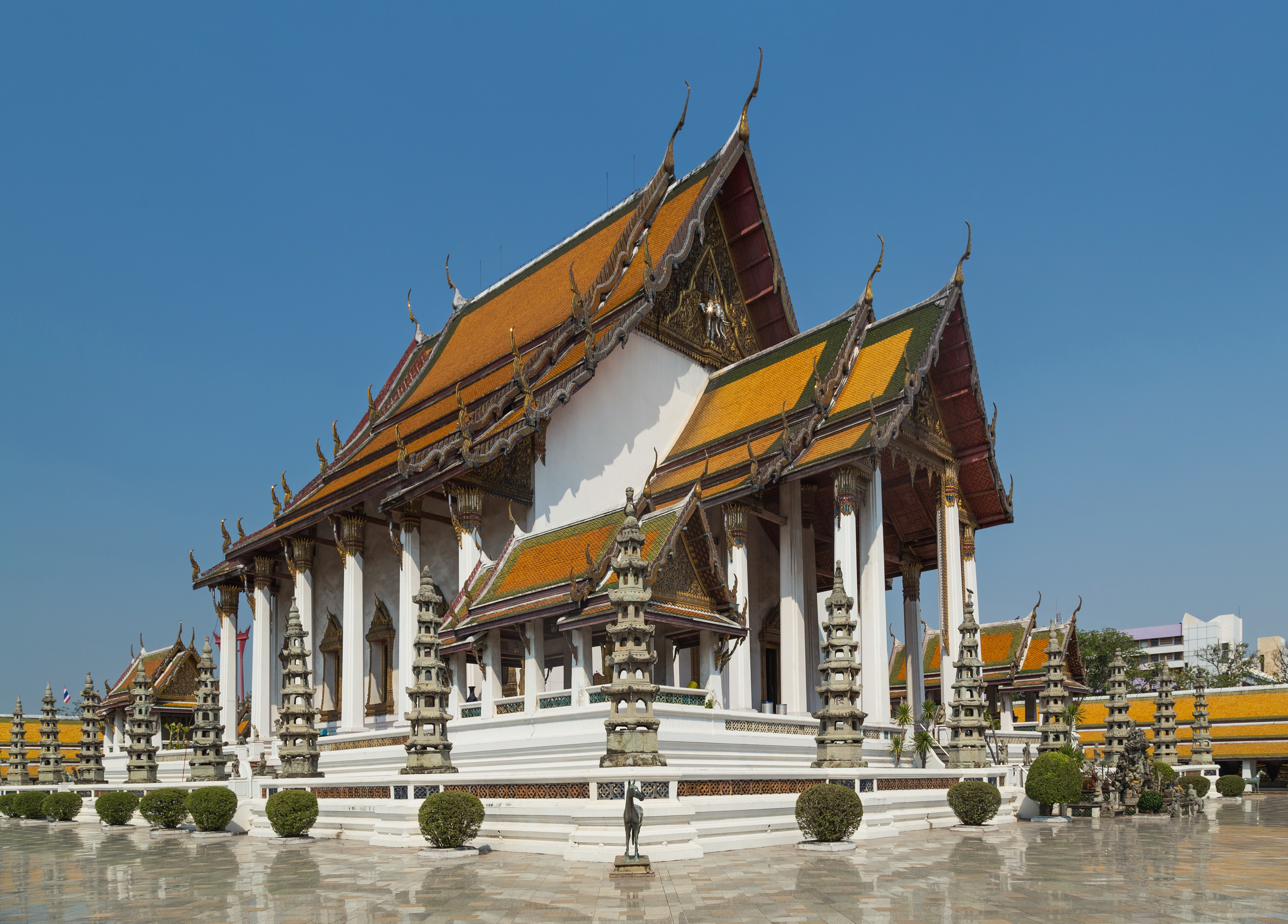
Temple principal de Wat Suthat.
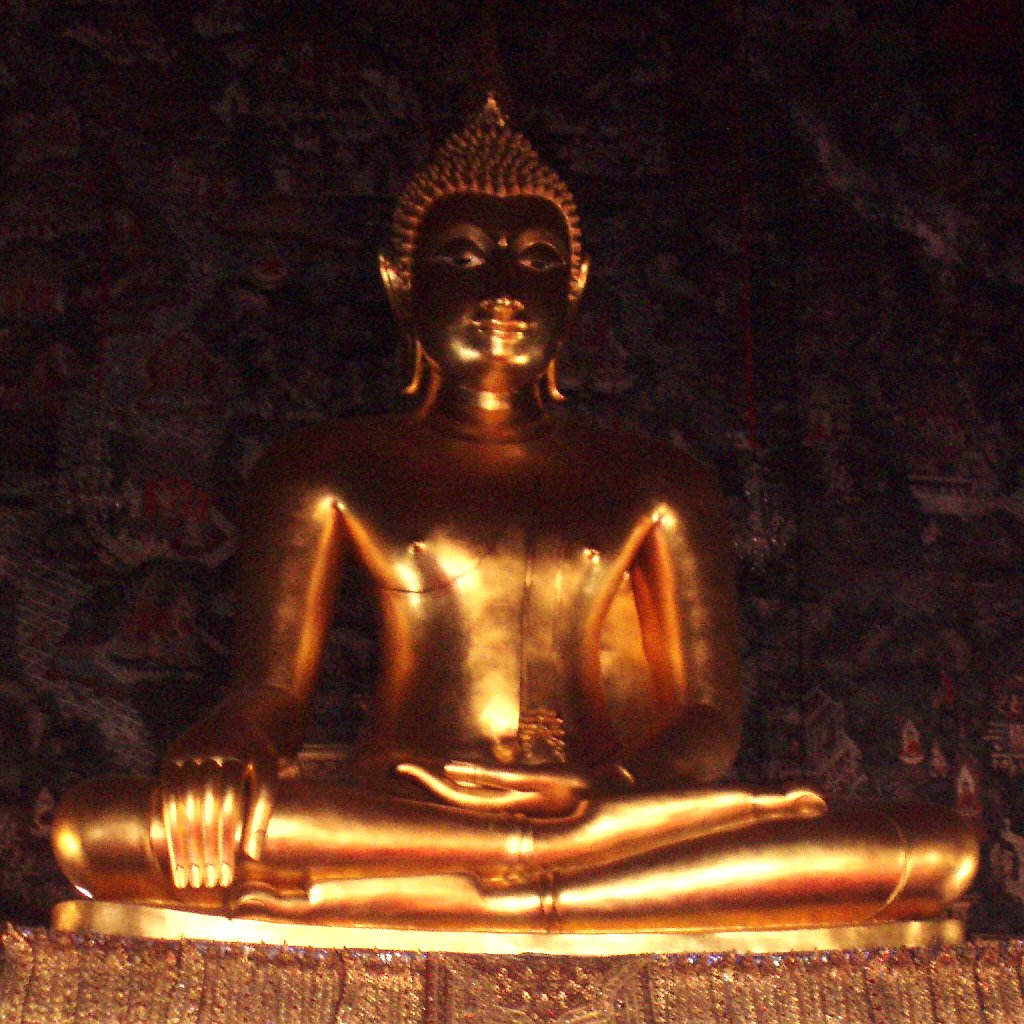
Statue géante en bronze de 8 mètres de haut du Buddha Phra Si Sakyamuni.
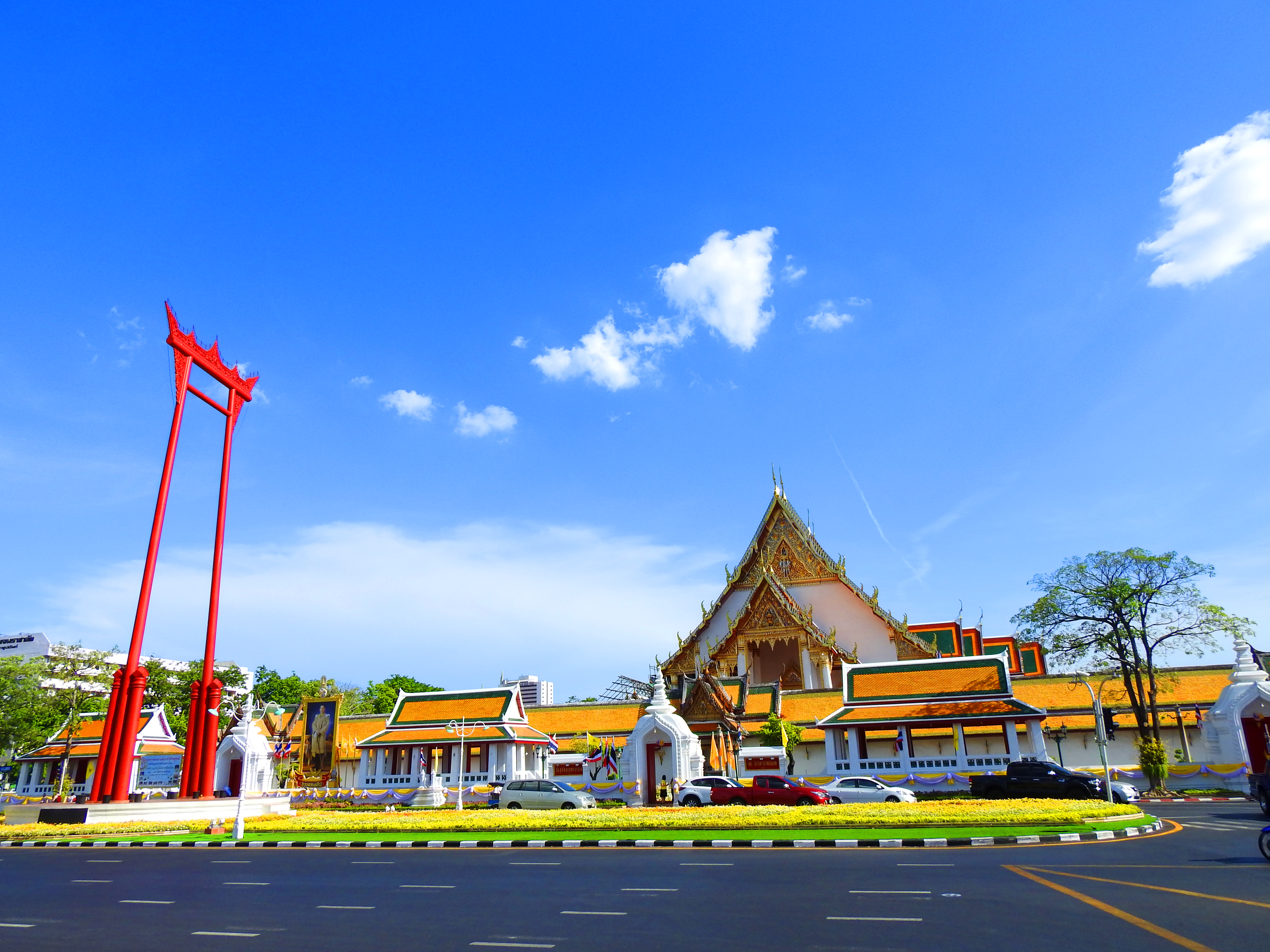
Portique de la balançoire et Wat Suthat
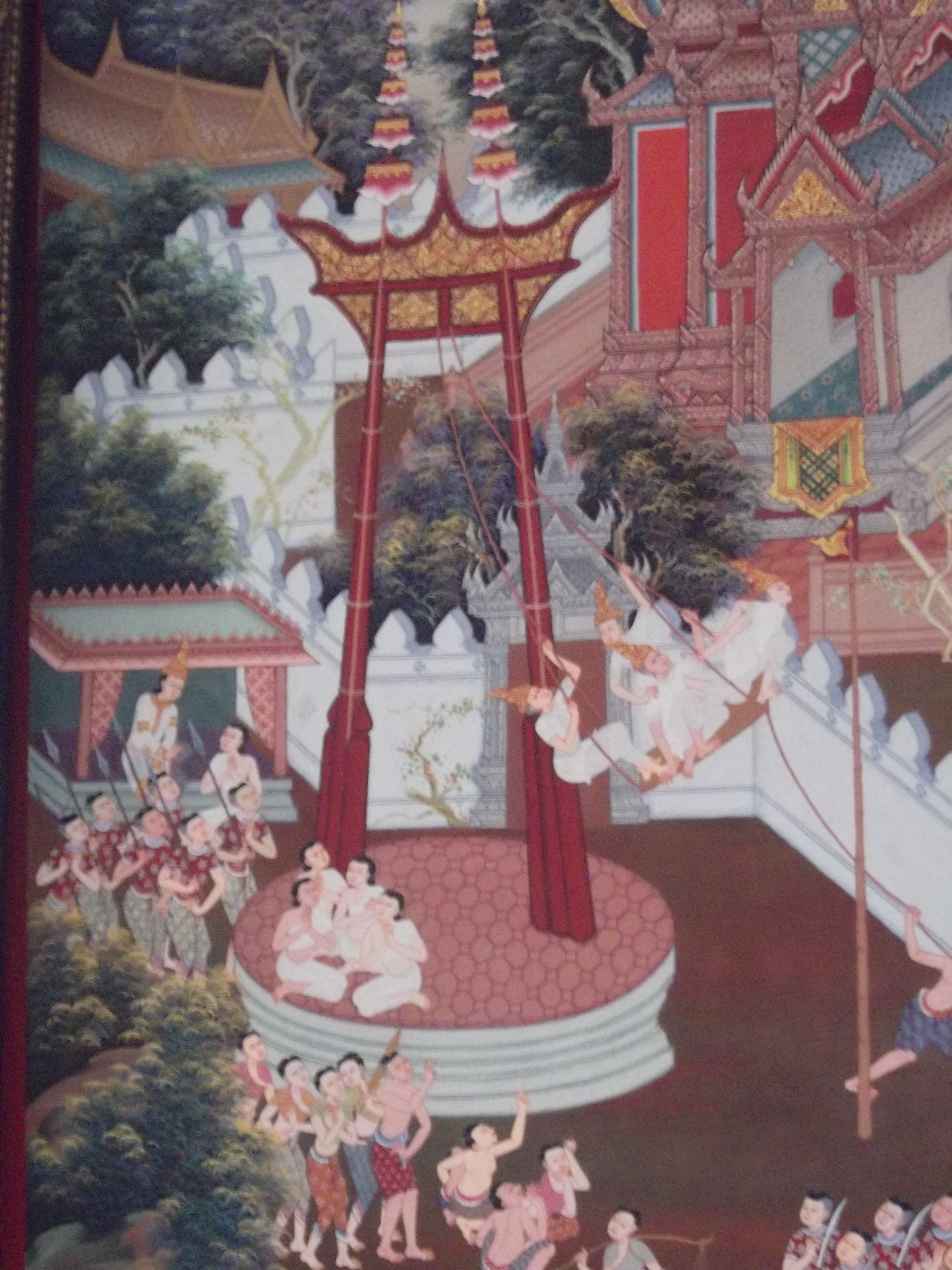
Portique de la balançoire, peinture murale du Wat Kaeo Phaithun, Bangkok
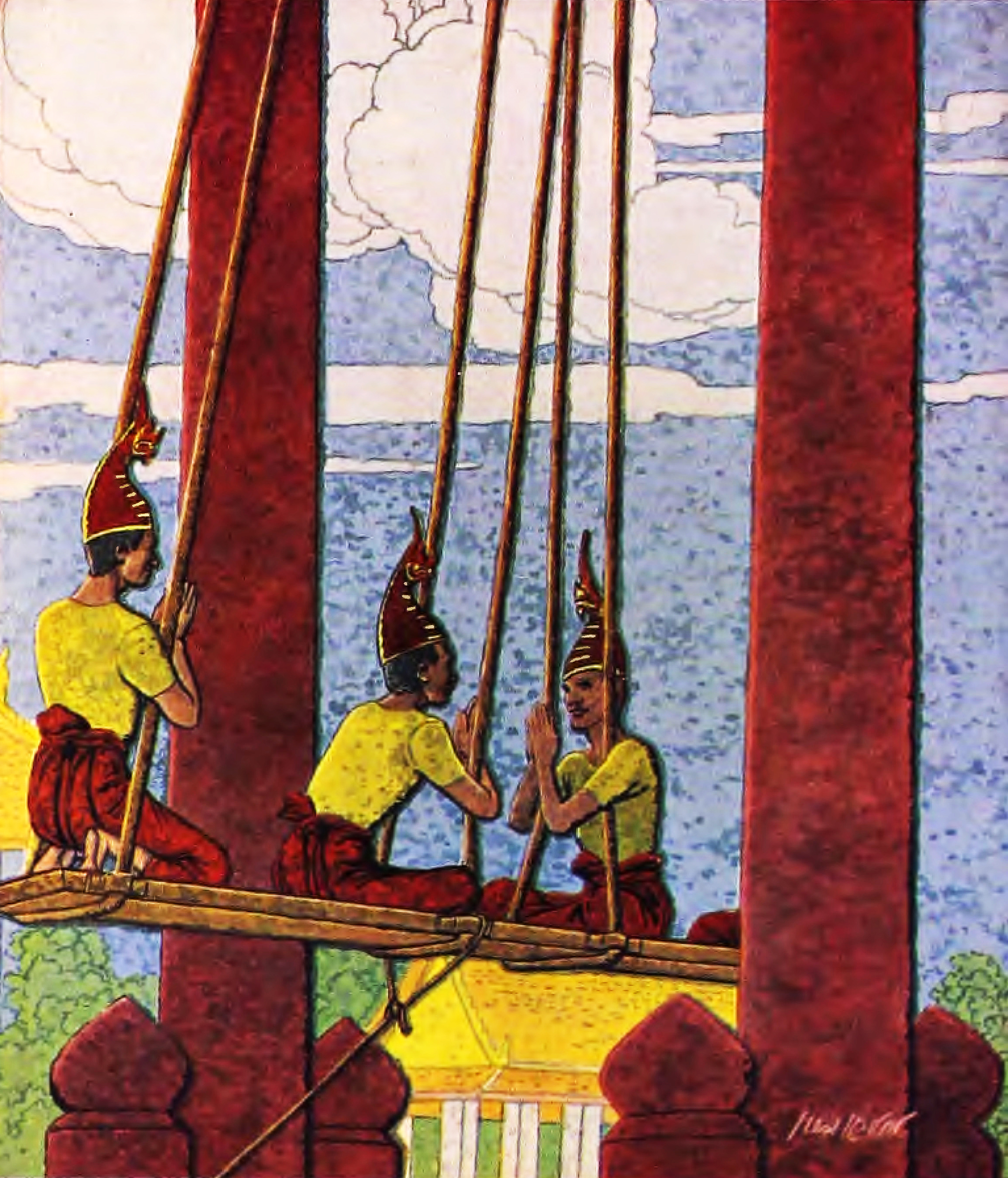
Portique de la balançoire, illustration de Hem Vejakorn

## Intérieur
Le temple abrite la monumentale statue de bronze du Bouddha Phra Sri Sakyamuni ou "Sisakayamunee" importée de la province de Sukhothaï.
Sur la terrasse inférieure se trouvent 28 pagodons chinois signifiant que 28 bouddhas sont nés sur cette terre.
Ces statues chinoises étaient ramenées car elles permettaient aux bateaux d'être stabilisés lors des traversées au cas où les cargaisons étaient maigres. C'est ainsi que dans ce temple, nous trouvons de nombreuses reliques chinoises qui n'ont pas toutes été jetées.

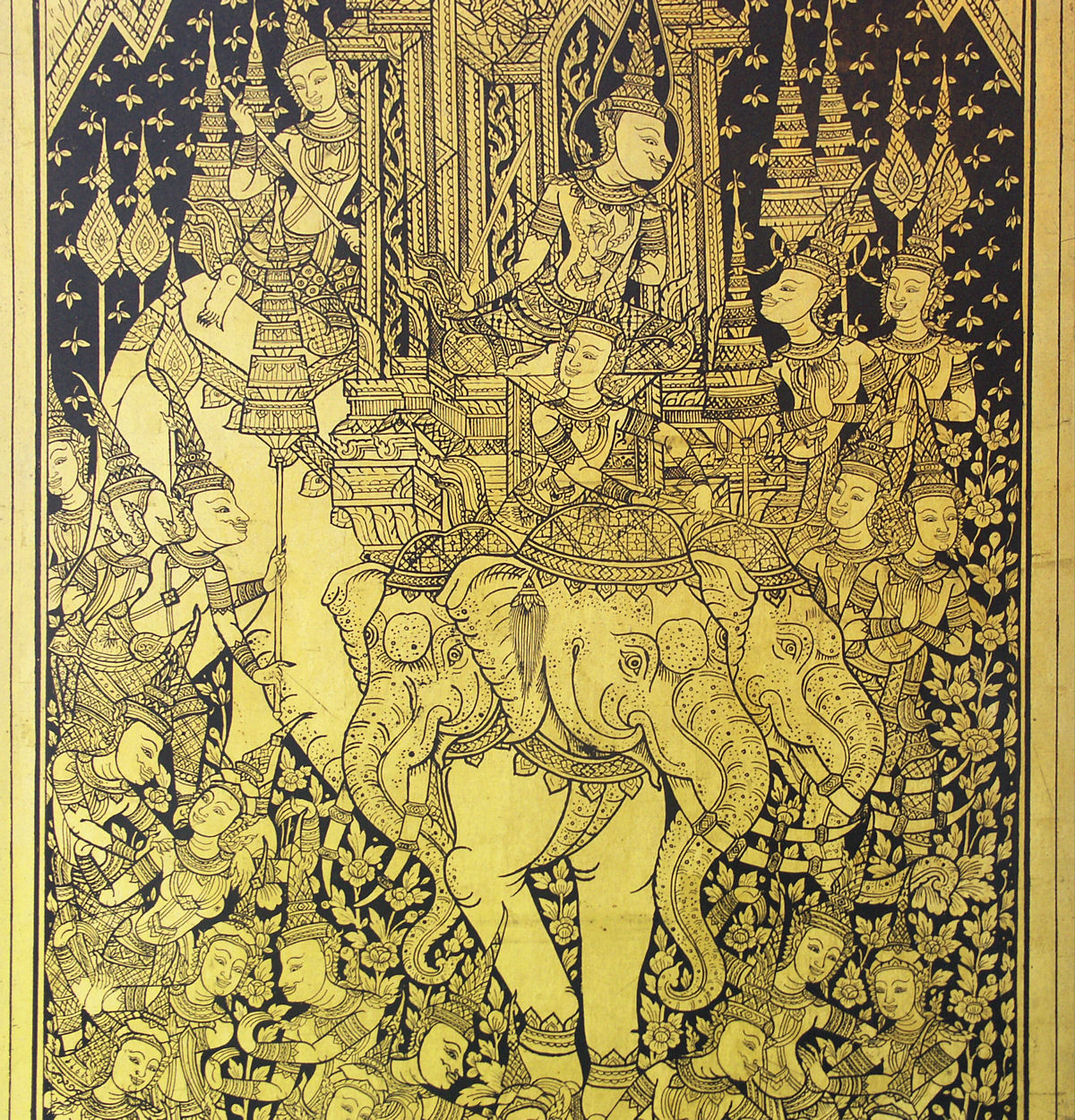
Éléments de décor
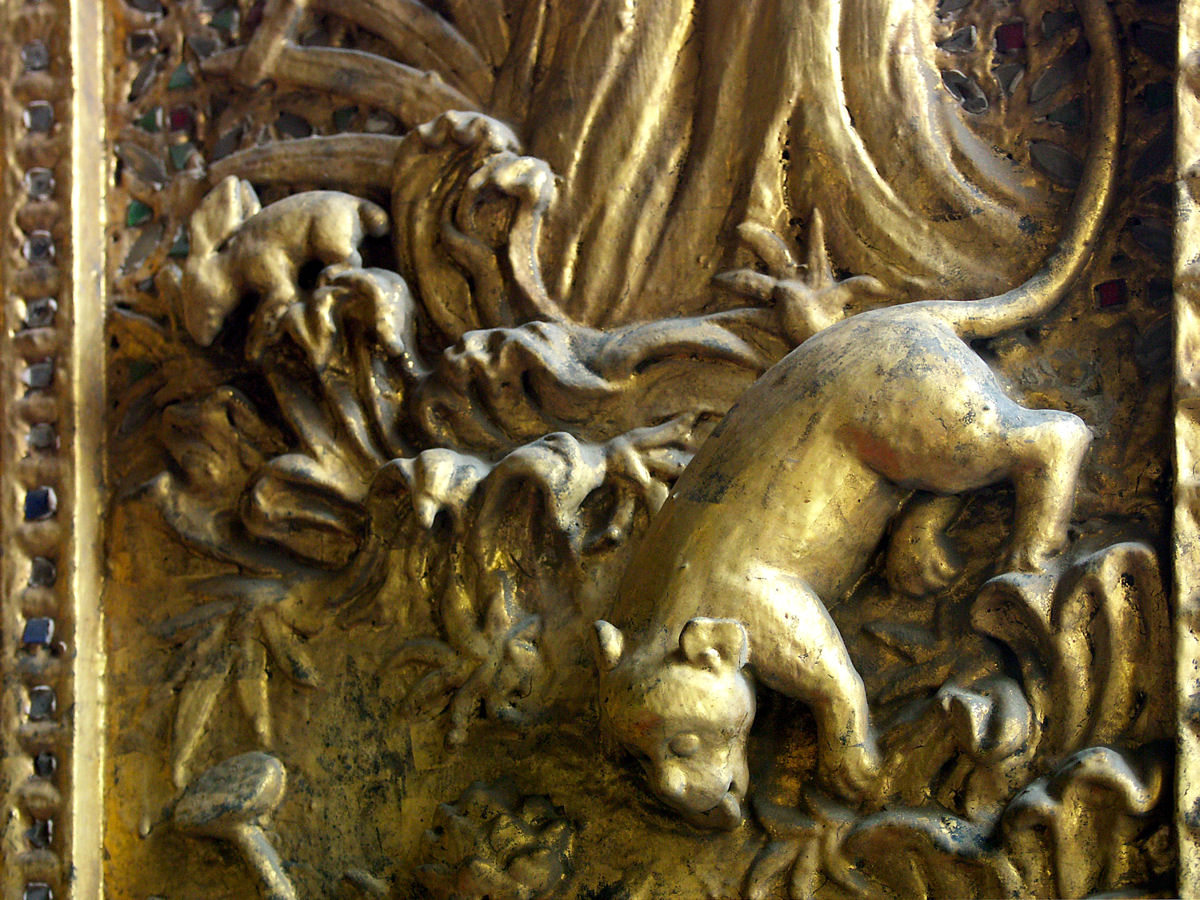
Éléments sculpté (stuc)
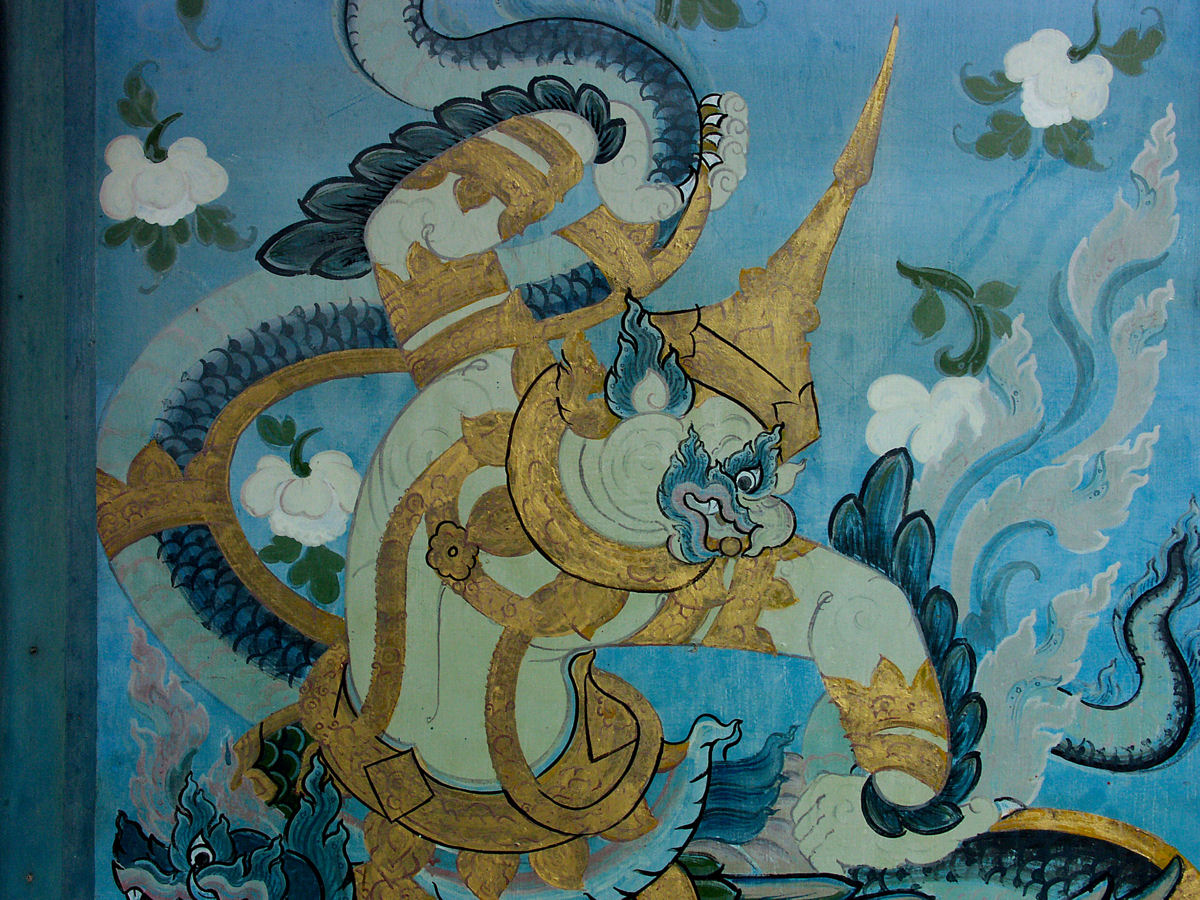
Éléments de décor